# Regles d'adquisició
Les Regles d'Adquisició, en l'univers de Star Trek, són un conjunt de directrius (285 en total) destinades a assegurar la rendibilitat de les empreses de propietat de l'ultra-capitalista de l'espècie alienígena coneguda com a ferengi. La primera regla va ser feta per Ginto, el primer Grand Nagus de l'Aliança Ferengi, amb un paper polític, econòmic, i fins i tot gairebé deures religiosos. El títol de "Regles d'adquisició", va ser escollida com un estratagema de màrqueting intel·ligent (ja que les regles no són més que directrius) i Ginto numerades seva primera regla com la #162, amb la finalitat de crear una demanda per als altres 161 normes que encara no les havia escrit. Es diu que les regles són de divinament inspirada i sagrada (és a dir, fomentar el treball de la comercialització original).

## Estadis de l'adquisició
Quan un ferengi es troba d'avant una cosa que el crida la seva atenció passa per cinc estadis diferents:
1. Estupefacció:Ho vull
2. Justificació:Ha de ser meu
3. Adquisició:Per fi és meu
4. Obsessió:El meu tresor
5. Revenda:Quant em dónes?

## Les regles d'adquisició
Les regles d'adquisició que s'han anat dient al llarg de les sèries:
- 1 - Un cop t'apoderis dels seus diners, no els tornis mai.[3]
- 3 - Mai gastis més del necessari per adquirir alguna cosa.[4]
- 6 - No deixis escapar una oportunitat per culpa un vincle familiar.[3]
- 7 - Manté les orelles obertes.[5]
- 9 - L'oportunitat unida a l'instint produeix beneficis.[6]
- 10 - La cobdícia és eterna.[7]
- 16 - Un tracte és un tracte.[8]
- 17 - Un tracte és un tracte, però només entre ferengis.[9]
- 18 - Un ferengi sense beneficis, no és un bon ferengi.[10]
- 21 - Mai avantposis l'amistat als beneficis.[11]
- 22 - L'home savi pot sentir els beneficis a l'aire.[11]
- 23 - No hi ha res més important que la salud, exceptuant els diners.[12]
- 31 - Mai et burlis de la mare d'un ferengi.[13]
- 33 - Mai està de més fer la pilota al cap.[11]
- 34 - La guerra és bona pels negocis.[14]
- 35 - La pau és bona pels negocis.[14]
- 45 - Expandeix-te o mor.[12]
- 47 - No confiïs mai amb algú que porta un vestit millor que el teu, o és un estafador o té les butxaques buides.[15]
- 48 - Com més ample el somriure, més gran l'apunyalada.[11]
- 57 - El bons clients són poc corrents, com el latinum, aprecia'ls.[16]
- 59 - Els consells gratuïts poden sortir cars.[11]
- 62 - Com més arriscat és el camí, major és el benefici.[11]
- 74 - El coneixement és igual a les guanyanses.[17]
- 75 - La teva llar es troba amb els teus, però el latinum es troba a les estrelles.[18]
- 76 - De tant en tant es declara la pau, confon enormement els teus enemics.[19]
- 94 - Dones i finances no combinen bé.[20]
- 98 - Tot home té un preu.[21]
- 102 - La naturalesa se'n va, però el latinum és per sempre.[22]
- 103 - Els somnis poden interferir en la recerca de latinum.[11]
- 109 - La dignitat d'un sac buit només val el sac.[15]
- 111 - Tracta els teus deutors com a parents, explote'ls.[23]
- 112 - Mai vagis al llit amb la germana del cap.[24]
- 117 - Mai alliberis un peix de l'aigua.[25]
- 125 - No pots fer un tracte si estas mort.[26]
- 139 - Les esposes serveixen, els germans hereten.[27]
- 168 - Xuixeueixa el teu camí de l'èxit.[28]
- 190 - Escoltau tot, no confiïs en res.[29]
- 194 - Sempre és bo saber sobre els teus clients abans de picar a la seva porta.[30]
- 203 - Els nous clients són com els cucs gree, molt suculents però poden mossegar.[31]
- 208 - A vegades, poden ser més perilloses les respostes que les preguntes.[20]
- 211 - Els empleats són els esglaons de l'escala de l'èxit, no dubtis a passar-hi per sobre.[32]
- 214 - No iniciïs mai negocis amb l'estómac buit.[4]
- 217 - No pots ser lliure com un peix a l'aigua.[23]
- 229 - El latinum dura més que la passió.[20]
- 239 - Mai tinguis por de donar gat per llebre.[9]
- 263 - No deixis que algun dubte s'interposi en l'objectiu d'aconseguir latinum.[32]
- 285 - Les males accions mai queden impunes.[33]